# Joachim Mertes

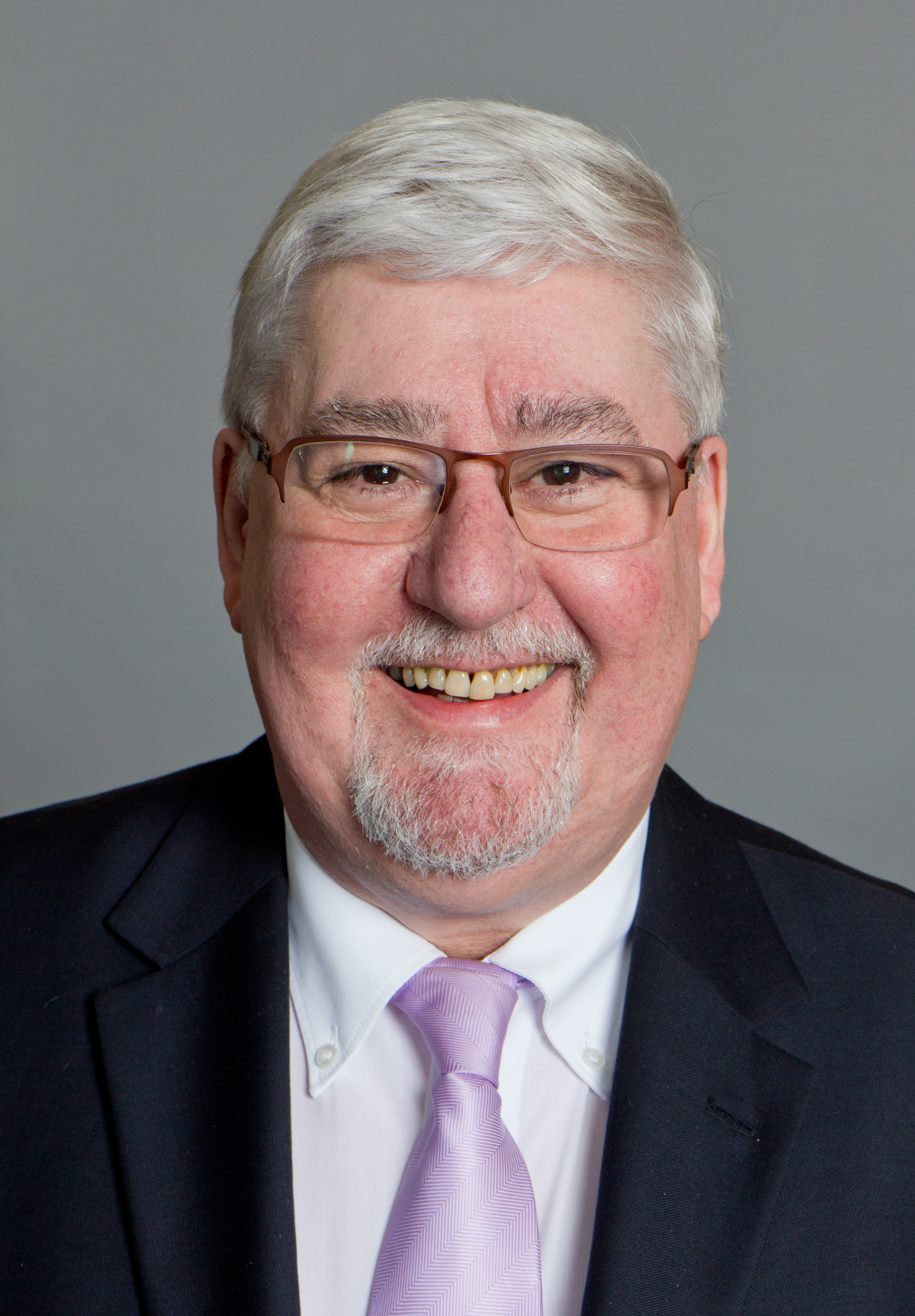
Joachim Mertes (2014)

Joachim Mertes (* 18. April 1949 in Trier; † 23. Oktober 2017 in Buch) war ein deutscher Politiker (SPD) und von 2006 bis 2016 Präsident des Landtags Rheinland-Pfalz.

## Ausbildung, Beruf und Familie
Von 1963 bis 1966 absolvierte Mertes eine Bäckerlehre, welche er mit der Gesellenprüfung abschloss. Von 1967 bis 1975 war er Soldat bei der Bundeswehr, zuletzt als Hauptfeldwebel d. R. Seit 1975 war Mertes in verschiedenen Ämtern als Berufspolitiker tätig.

## Politik
Mertes war seit 1969 SPD-Mitglied. 1975 wurde er SPD-Unterbezirksgeschäftsführer Rhein-Hunsrück. Von 1978 bis 1983 war er Landesgeschäftsführer der SPD Rheinland-Pfalz, von 1985 bis 1994 schließlich Bezirksgeschäftsführer der SPD Rheinland/Hessen-Nassau.
Seit 1974 war Mertes Mitglied des Kreistags des Rhein-Hunsrück-Kreises. Von 1989 bis 2014 war er zudem Ortsbürgermeister in Buch. Bereits 1983 wurde Mertes als Abgeordneter in den Rheinland-Pfälzischen Landtag gewählt. 1994 übernahm er als Nachfolger von Kurt Beck den SPD-Fraktionsvorsitz. Mit der Konstituierung des neuen Landtages am 18. Mai 2006 übernahm Jochen Hartloff den Vorsitz der SPD-Fraktion. Mertes wurde zum Landtagspräsidenten gewählt und blieb dies bis zu seinem Ausscheiden aus dem Landtag am Ende der 16. Legislaturperiode im Mai 2016.
Mertes erlag im Oktober 2017 im Alter von 68 Jahren einem schweren Krebsleiden.

## Weitere Ämter
Mertes war zudem seit 1995 Vorsitzender des Verbands der Volkshochschulen von Rheinland-Pfalz e. V. sowie seit 2009 Präsident des Partnerschaftsverbandes Rheinland-Pfalz/Burgund e. V.

## Ehrungen und Auszeichnungen
- Kommandeurskreuz des französischen nationalen Verdienstordens (Ordre national du Mérite) für seine Verdienste um die deutsch-französische Freundschaft, insbesondere für die  Partnerschaft zwischen Rheinland-Pfalz und dem Burgund (2014)[2]
- Ehrenbürgerschaften des Burgund (2012) und der Woiwodschaft Oppeln[3]